# 170e régiment d’infanterie
Das 170e régiment d’infanterie war ein Infanterieregiment, das von 1794 bis 1994 bestand. Es war eine Einheit des Französischen Heeres und stand mit Unterbrechung von der Revolution bis zum Jahre 1994 im Dienst. Aufgestellt wurde es als „170e demi-brigade de bataille“ im Zuge der Reorganisation des französischen Heeres anlässlich der Premier amalgame. Die Wurzeln reichen jedoch zurück bis zum Régiment d’Enghien (aufgestellt 1706) der königlichen Armee des Ancien Régime.

## Aufstellung und signifikante Änderungen
- Am 22. Juli 1794 erfolgte bei der Armée du Rhin (Rheinarmee) die Aufstellung der „170e demi-brigade“ zu drei Bataillonen. Das 1. Bataillon bestand aus Freiwilligen aus Chaumont, das zweite aus einem aktiven Bataillon des „93e régiment d’infanterie de ligne (ci-devant Enghien)“ und das 3. Bataillon aus dem 10. Bataillon der Freiwilligen des Département Jura.

Mit der Reorganisation von 1795/1796 wurde die Einheit wieder aufgeteilt. Das 1. Bataillon wurde zur Aufstellung der „26e demi-brigade d’infanterie“, das 2. Bataillon zur Aufstellung der „69e demi-brigade d’infanterie“ und das 3. Bataillon zur Aufstellung der „12e demi-brigade d’infanterie“ verwendet.
- 15. April 1913: Wiederaufstellung des „170e régiment d’infanterie“ aus dem 4. Bataillon des 21e régiment d’infanterie, dem 44e régiment d’infanterie, dem 69e régiment d’infanterie und dem 149e régiment d’infanterie
- 1914: Bei der Mobilmachung wurde das 370e régiment d’infanterie als erstes Reserveregiment aufgestellt.[1]
- 6. August 1940: Auflösung in Limoges
- 1. Juli 1964: Wiederaufstellung in Épinal durch Umbenennung des 7e régiment de tirailleurs algériens (7. Algerisches Schützenregiment). Die Tradition des „170e demi-brigade“ und des „170e régiment d’infanterie“, nicht jedoch des „7e régiment de tirailleurs algériens“ wurde übernommen.
- 1. Mai 1994: Auflösung durch Umbenennung in 1er régiment de tirailleurs

## Regimentskommandanten
- 1913: Colonel Pichoud
- 22. Januar 1915–18. September 1915: Lieutenant-colonel Naulin
- 1915–1916: Colonel Bertrand
- 1916: Lieutenant-colonel Lavigne Delville
- 1916: Lieutenant-colonel Beaudenom de Lamaze
- 1917: Colonel Tisserand
- 1918: Lieutenant-colonel Charlet (gefallen)
- 1939: Colonel Raoul Blasselle
- 1964–1965: Colonel de Lardemelle
- 1965–1967: Colonel Portail
- 1967–1969: Colonel Deabriges
- 1969–1971: Colonel de Chatillon
- 1971–1973: Lieutenant-colonel Bart
- 1973–1975: Colonel Monnier
- 1975–1977: Colonel Amblard
- 1977–1979: Colonel Danigo
- 1979–1981: Colonel Paulin
- 1981–1983: Colonel Momon
- 1983–1985: Colonel Mougenot
- 1985–1987: Colonel Bouard
- 1987–1989: Colonel Bodin
- 1989–1991: Colonel Laforcade
- 1991–1993: Colonel Richard
- 1993–1994: Colonel Gendras

## Einsatzgeschichte

### Koalitionskriege
1795 und 1796 war die 170e demi-brigade in den Schlachten der Armée des Alpes und der Armée d’Italie eingesetzt. Mit der Reorganisation vom „18 nivôse an IV“ (8. Januar 1796) wurde sie aufgelöst.

### Erster Weltkrieg
1914
- Garnison in Épinal

Das Regiment war als Besatzung der Forts des Festen Platzes Épinal vorgesehen.
Nachdem eine Verteidigung von Épinal nicht notwendig geworden war, wurde es abgezogen und an der Front eingesetzt. Es gehörte vom Februar 1915 bis Dezember 1916 zur 49. Infanteriedivision und vom Dezember 1916 bis zum November 1918 zur 167. Infanteriedivision.
- „Grenzschlachten“ im Elsass. Das Regiment gehörte zu den Einheiten, die auf deutsches Gebiet vordrangen und kurzzeitig Mülhausen einnehmen konnten.
- Ein erstes Gefecht fand am 24. September bei Merviller (Meurthe-et-Moselle) statt. Die Einheit musste ihren ersten von insgesamt 2816 Gefallenen verzeichnen.
- Rückzug zur Maas: Zwischen dem 16. Oktober und dem 4. November Gefechte bei Cousances-au-Bois – Ménil-aux-Bois

1915
- Winterschlacht in der Champagne: Kämpfe an der Côte 196 (Anfang März), bei Le Mesnil-les-Hurlus – Bois Jaune Brûlé (Mitte März)
- Ende April/Anfang Mai: Stellungskämpfe bei Les Éparges
- Mai/Juni: Stellungskämpfe im Artois bei Notre-Dame de Lorette, Juni bis September bei Angres und Vingré
- Herbstschlacht in der Champagne: 28. September bis 23. November Stellungskämpfe bei Souain und Sommepy

1916
- Schlacht um Verdun: Abwehrkämpfe bei Eix, Douaumont (25. Februar), im Bois de la Caillette und an der Ouvrage de Thiaumont (27. April)
- Sommeschlacht: Angriffskämpfe an der Ferme de Monacu (Juli), Stellungskämpfe bei Cléry-sur-Somme und im Bois des Berlingots (Oktober/November)

1917
- Stellungskämpfe an der Aisne bei Loivre und im Bois de Séchamp

1918
- Offensive an der Aisne (18. bis 28. Juli): Angriffskämpfe bei Beuvardes. Angriffskämpfe in der Champagne: Butte de Souain, Ferme Médéah (August), Crête d’Orfeuil (Oktober), La Recouvrance (29. Oktober)

Am 28. September ist der Regimentskommandant, der Lieutenant-colonel Charlet, bei Sommepy gefallen.
- Die Grenadiere der preußischen Garde, mit denen das Regiment dreimal aufeinandertraf, haben ihm den Spitznamen „Todesschwalben“ (Hirondelles de la mort) gegeben.
- Am 11. November marschierte das Regiment zur Aisne und bezog Quartier in Trépail. Während der vergangenen vier Jahre hatte es 88 Offiziere sowie 2802 Unteroffiziere und Mannschaften an Gefallenen verloren.

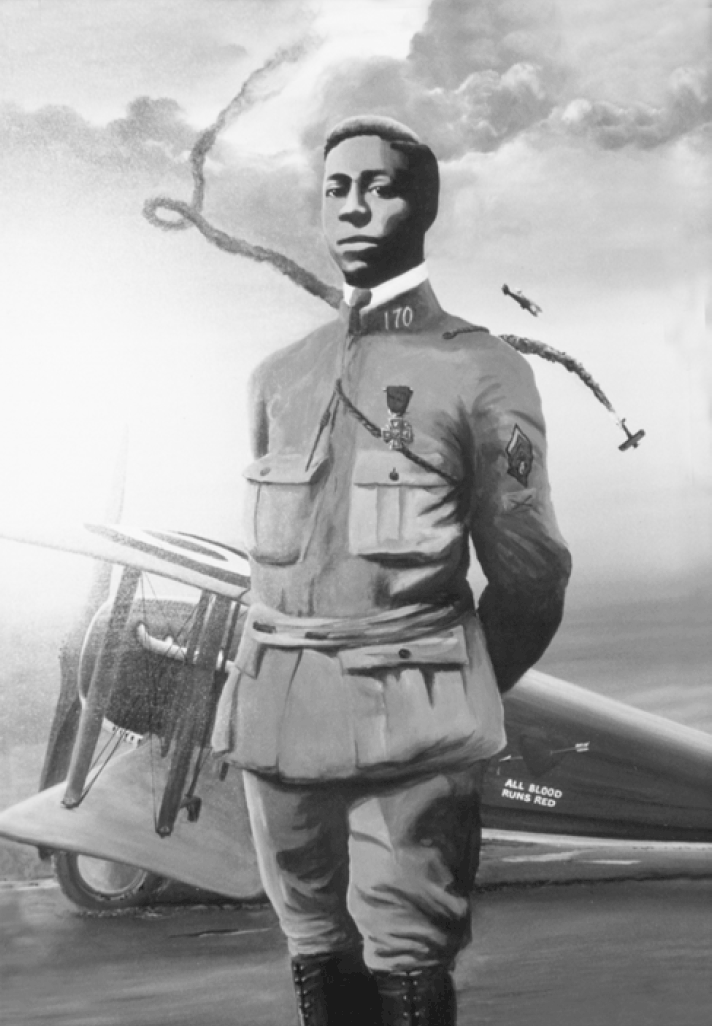
Eugene Bullard in der Uniform des „170^{e} RI“

### Zwischenkriegszeit
Nach Kriegsende wurde das Regiment den Besatzungstruppen in Deutschland zugeteilt und erhielt Kehl als Garnison zugewiesen. 1930 kehrte es nach Frankreich zurück und wurde in Épinal, Remiremont und Gérardmer stationiert.

### Zweiter Weltkrieg
- 1939: Das Regiment gehörte zur 11. Infanteriedivision, Région Militaire, „Centre Mobilisateur d’infanterie“; active RI type NE. Es wurde bei der Mobilmachung durch das „CMI 205“ Remiremont-Épinal in den Kriegszustand versetzt.
- Bei der Kriegserklärung verlegte die Einheit zum Grenzschutz an die Saar, wo sie bis zum 16. Mai 1940 im Sektor Forbach am Sitzkrieg teilnahm.
- Vom 8. bis 12. Juni kämpfte das Regiment an der Aisne gegen den deutschen Vormarsch, dabei kam es am 9. Juni zu einem größeren Gefecht bei Croutoy.
- Der „170. Infanteriedivision“ zugeteilt, zog es sich mit dieser bis nach Limoges zurück, wo es am 6. August 1940 aufgelöst wurde.
- Das „170e RI“ hatte schwere Verluste zu verzeichnen, mehr als 1000 Männer waren gefallen, wurden verwundet oder vermisst.

### Nachkriegszeit
Am 1. Juli 1964 wurde das Regiment aus dem aufgelösten „7e régiment de tirailleurs algériens“ in Épinal neu aufgestellt.
1967 wurde die Unterstützungskompanie in Rambervillers stationiert.
Von März bis April 1967 stand es im Einsatz bei der Strandreinigung nach der Umweltkatastrophe durch die Torrey Canyon.

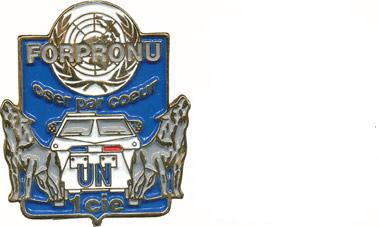
Insigne der 1. Kompanie (FORPRONU)

Im April 1993 wurde das 1. Bataillon unter dem Kommando der 7. Panzerdivision in Besançon als Teil der „Force de protection des Nations unies pour l’ex-Yougoslavie“ (FORPRONU – UNO Schutztruppe in Ex-Jugoslawien, drittes Mandat) abkommandiert. Der Einsatz dauerte sechs Monate, das Bataillon bestand aus 250 Mann in einem Bataillonsstab, zwei Kampfkompanien und diversen Logistik- und Verwaltungsdetachements. Sie waren zur Aufrechterhaltung des Friedens zwischen Krajina-Serben und den Kroaten eingesetzt. Das Aufgabengebiet erstreckte sich speziell auf die Region Gračac (Zadar) und Glina. Für diese Operation hatten sich 170 Mann freiwillig gemeldet.
Am 1. Mai 1994 erfolgte die Umbenennung in „1er régiment de tirailleurs“ zu Ehren aller Soldaten aus Nordafrika. Sie war vor allem den ehemaligen Angehörigen des „7e régiment de tirailleurs algériens“ gewidmet.

## Regimentsfahne
Auf der Rückseite der Regimentsfahne sind (seit Napoleonischer Zeit) in goldenen Lettern die Feldzüge und Schlachten aufgeführt, an denen das Regiment ruhmvoll teilgenommen hat.

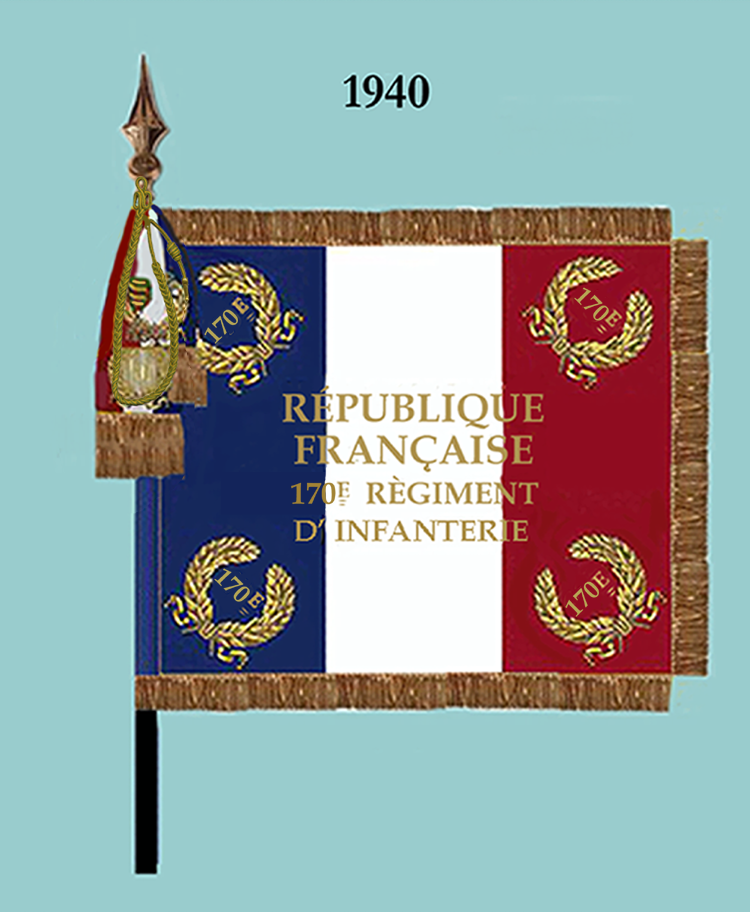
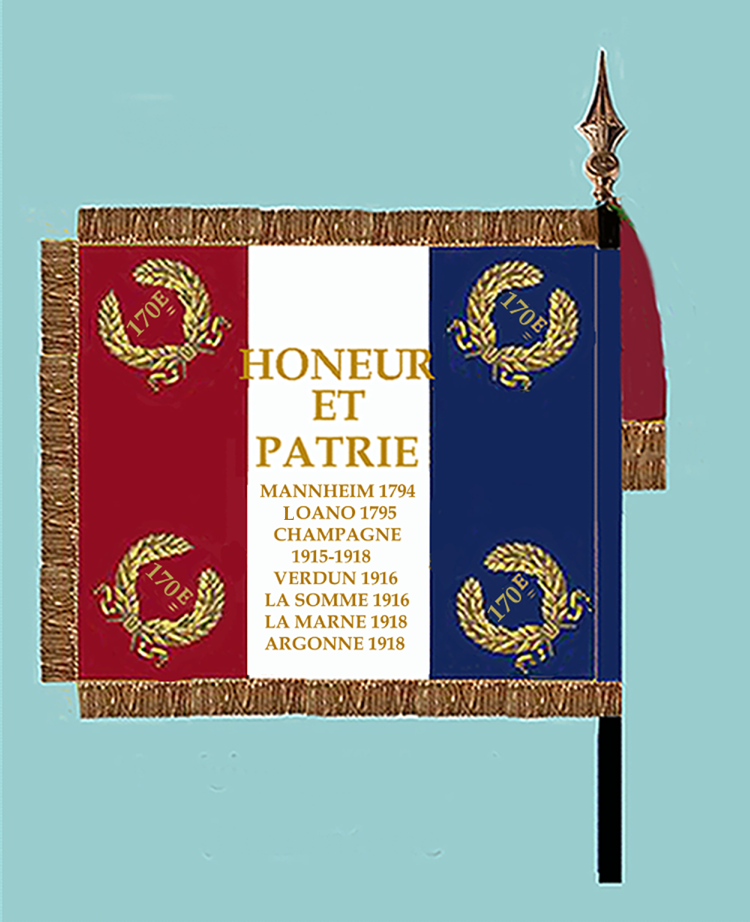

## Auszeichnungen
Das Fahnenband ist mit dem Croix de guerre 1914–1918 mit vier Palmenzweigen für viermalige lobende Erwähnung im Armeebefehl und mit der Fourragère in den Farben der Médaille militaire dekoriert (Generalbefehl Nr. 134 F vom 13. November 1918, übergeben von Général Maistre, dem Kommandanten der zentralen Armeegruppe).

## Persönlichkeiten, die im Regiment gedient haben
- Jean-Baptiste Jeanin als Capitaine
- Eugene Bullard

## Traditionspflege
Die sehr eigenwillige und komplizierte Form der Traditionspflege in der französischen Armee sieht in diesem Fall die „170e demi-brigade de bataille“ als Stamm des Regiments, obwohl sie, außer der Nummer, mit dem Regiment nichts gemeinsam hat.